# Puchar COSAFA 1998
COSAFA Cup 1998 – odbył się w dniach od 10 stycznia do 27 września 1998 roku. W turnieju wystartowało 10 drużyn narodowych:
- Angola
- Botswana
- Lesotho
- Malawi
- Mozambik
- Namibia
- Południowa Afryka
- Suazi
- Zambia
- Zimbabwe

Zwycięzcą turnieju została  Zambia.

## Runda kwalifikacyjna
| 10 stycznia 1998 | Malawi | 0:1 | Zambia · 39' Kenneth Malitoli | Blantyre, Malawi Widzów: 40 000 Sędzia: Robin Williams (RPA) |
|                  |        |     |                               |                                                              |

| 18 stycznia 1998 | Lesotho | 0:20:0 | Zimbabwe · 47' Benjamin Nkonjera · 55' Teele Ntsonyana | Maseru, Lesotho Widzów: 12 000 Sędzia: Alois Sesikwe (Botswana) |
|                  |         |        |                                                        |                                                                 |

| 24 stycznia 1998 | Namibia · Stanley Goagoseb 44' · Bimbo Tjihero 89' · Berlin Auchumeb 100' | 3:2, po dogrywce2:2, 1:1 | Południowa Afryka · 39' Thabo Mooki · 62' Phil Masinga | Windhuk, Namibia Widzów: 20 000 Sędzia: Pastor Lillane (Lesotho) |
|                  |                                                                           |                          |                                                        |                                                                  |

| 25 stycznia 1998 | Botswana · Tshepiso Molwantwa 78' | 1:20:0 | Mozambik · 82' Tico-Tico · 86' Avelino | Gaborone, Botswana Widzów: 18 000 Sędzia: Enock Nkambule (Suazi) |
|                  |                                   |        |                                        |                                                                  |

| 8 marca 1998 | Suazi | 0:1, po dogrywce0:0, 0:0 | Angola · 100' Jerry Gamedze | Lobamba, Suazi Widzów: 5 000 Sędzia: Felix Tangawarima (Zimbabwe) |
|              |       |                          |                             |                                                                   |

## Runda grupowa
| 19 kwietnia 1998 | Zimbabwe · Shepherd Muradzikwa 36' · Benjamin Nkonjera 44' · Tauya Mrewa 53' · Peter Ndlovu 72' · Kingstone Rinhemota 81' | 5:22:0 | Namibia · 55' Gervatius Uri Khob · 89' Clemens Khaiseb | Harare, Zimbabwe Widzów: 20 000 Sędzia: Samuel Moeketsi (Lesotho) |
|                  | |        |                                                        |                                                                   |

| 3 maja 1998 | Angola · Chicangala 65' | 1:10:0 | Zambia · 49' Masauso Tembo | Luanda, Angola Widzów: 15 000 Sędzia: Petros Mathabela (RPA) |
|             |                         |        |                            |                                                              |

| 16 maja 1998 | Zambia · Allan Kamwanga 1' | 1:0 | Mozambik | Lusaka, Zambia Widzów: 8 000 Sędzia: Mathews Amadhile (Namibia) |
|              |                            |     |          |                                                                 |

| 24 maja 1998 | Mozambik | 0:20:0 | Zimbabwe · 81' Peter Ndlovu · 85' Shepherd Muradzikwa | Maputo, Mozambik Widzów: 2 000 Sędzia: Enoch Nkambule (Suazi) |
|              |          |        |                                                       |                                                               |

| 30 maja 1998 | Namibia · Fillemon Angula 23' | 1:11:0 | Angola · 48' Miguel Perreira | Windhuk, Namibia Widzów: 8 000 Sędzia: Kizito Ndoro (Zimbabwe) |
|              |                               |        |                              |                                                                |

| 19 lipca 1998 | Mozambik · Arnaldo 85' | 1:10:0 | Angola · 51' Minhas | Maputo, Mozambik Widzów: 15 000 Sędzia: Ferdinand Gadaga (Malawi) |
|               |                        |        |                     |                                                                   |

| 8 sierpnia 1998 | Zambia · Hillary Makasa 23' | 1:1 | Namibia · 43' Johannes Hindjou | Lusaka, Zambia Widzów: 15 000 Sędzia: Junior Arao (Mozambik) |
|                 |                             |     |                                |                                                              |

| 30 sierpnia 1998 | Angola · Betinho 36' · Zeca Amaral 59' | 2:11:1 | Zimbabwe · 39' Tauya Mrewa | Luanda, Angola Widzów: 25 000 Sędzia: Mumba Chilupula (Zambia) |
|                  |                                        |        |                            |                                                                |

| 12 września 1998 | Namibia · Razundura Tjikuzu 89' · Eliphas Shivute 89' | 2:10:1 | Mozambik · 41' Paulito | Windhuk, Namibia Widzów: 8 000 Sędzia: Antonio Silva (Angola) |
|                  |                                                       |        |                        |                                                               |

| 27 września 1998 | Zimbabwe | 0:10:0 | Zambia · 79' Rotson Kilambe | Harare, Zimbabwe Widzów: 25 000 Sędzia: Edwin Senai (Botswana) |
|                  |          |        |                             |                                                                |

## Tabela końcowa
| Poz. | Reprezentacja | Pkt | M | Z | R | P | Br+ | Br- | +/- |
| ---- | ------------- | --- | - | - | - | - | --- | --- | --- |
| 1.   | Zambia        | 8   | 4 | 2 | 2 | 0 | 4   | 2   | +2  |
| 2.   | Zimbabwe      | 6   | 4 | 2 | 0 | 2 | 8   | 5   | +3  |
| 3.   | Angola        | 6   | 4 | 1 | 3 | 0 | 5   | 4   | +1  |
| 4.   | Namibia       | 5   | 4 | 1 | 2 | 1 | 6   | 8   | -2  |
| 5.   | Mozambik      | 1   | 4 | 0 | 1 | 3 | 2   | 6   | -4  |

| Legenda:              |
| Pkt – ilość meczów    |
| M – punkty            |
| Z – zwycięstwa        |
| R – remisy            |
| P – porażki           |
| Br+ – bramki zdobyte  |
| Br- – bramki stracone |
| +/- – różnica bramek  |